# داروی ضداضطراب

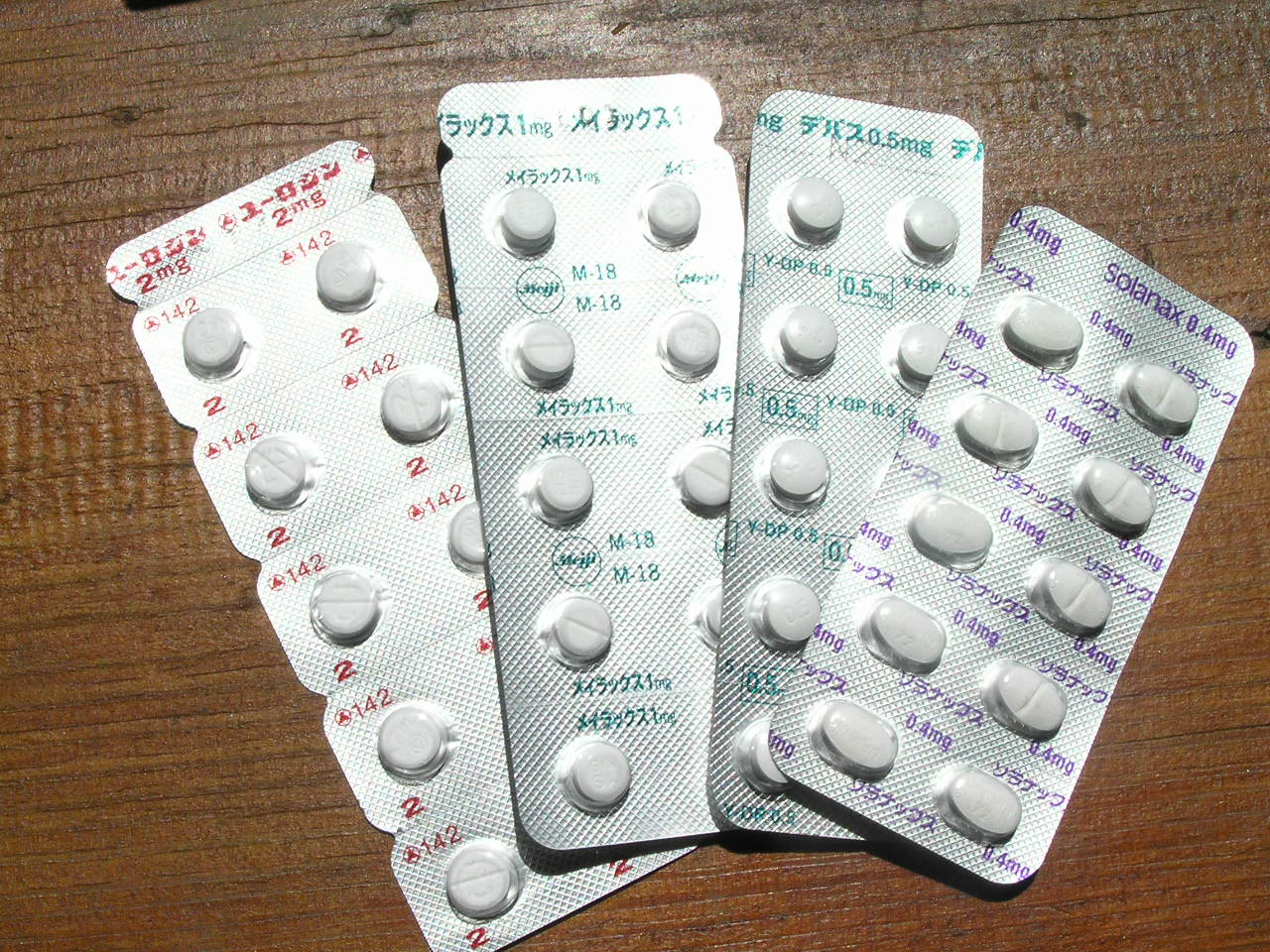
تصویر از داروهای بنزودیازپینی به عنوان دسته ای از داروهای آرامبخش و ضد اضطراب

داروی ضد اضطراب (به انگلیسی: antianxiety) علاوه بر ایجاد احساس بر طرف شدن تنش عضلانی، احساس آرامش و آسودگی را نیز به همراه می‌آورند. این داروها در درمان اختلال‌های اضطرابی مورد استفاده قرار گرفته‌اند. داروهای ضداضطراب مانند دیازپام، اگزازپام، آلپرازولام (زاناکس) (Xanax) فعالیت سمپاتیک مغز را به اندازه‌ای کاهش می‌دهند که پاسخ‌های اضطراب کاهش یابند یا بازداری می‌شوند. بنزودیازپین‌ها مانند کلردیازپوکساید، دیازپام، اگزازپام و آلپرازولام از جمله داروهای ضد اضطراب هستند.
از داروهای دیگری مانند مپروبامات و پروپرانولول نیز گاهی استفاده می‌شود.